# New Boston (Texas)
New Boston is een plaats (city) in de Amerikaanse staat Texas, en valt bestuurlijk gezien onder Bowie County.

## Demografie
Bij de volkstelling in 2000 werd het aantal inwoners vastgesteld op 4808.
In 2006 is het aantal inwoners door het United States Census Bureau geschat op 4642, een daling van 166 (-3,5%).

## Geografie
Volgens het United States Census Bureau beslaat de plaats een oppervlakte van
9,0 km², geheel bestaande uit land. New Boston ligt op ongeveer 111 m boven zeeniveau.

## Plaatsen in de nabije omgeving
De onderstaande figuur toont nabijgelegen plaatsen in een straal van 20 km rond New Boston.